# Eupithecia fulcrata
Eupithecia fulcrata är en fjärilsart som beskrevs av Louis Beethoven Prout 1958. Eupithecia fulcrata ingår i släktet Eupithecia och familjen mätare. Inga underarter finns listade i Catalogue of Life.